# 新殖民主义
新殖民主义（英語：Neocolonialism），是指大國利用經濟帝國主義、全球化、文化帝國主義和有條件的發展援助等方式，來影響甚至控制發展中國家的做法，而非直接以軍事力量來强佔國家。新殖民主義通常會導致新殖民主義國家對大國的依賴和屈從，並且使到該國的政治被大國控制。新殖民主義經常會影響當地社會的各個層面，創造了對當地社區不利的新殖民體系，例如新殖民科學。

## 定义
当新殖民主义首次提出时，它被应用于欧洲国家与其前殖民地（即在第二次世界大战后获得解放的非洲国家）之间持续的经济和文化关系。 在1962年全国人民力量联盟会议上，摩洛哥政治组织者、后来的1966年三洲会议主席迈赫迪·本·巴尔卡使用新殖民主义（羅馬化：al-isti'mar al-jadid）一词来描述六十年代初期非洲的政治趋势：
|                                                | 新殖民主义是一种政策，一方面通过给予政治独立，并在必要时建立没有主权机会的人为国家，另一方面通过提供“援助”并承诺实现繁荣，尽管其基地实际上位于非洲大陆之外。 |
| ——迈赫迪·本·巴尔卡《摩洛哥革命的抉择》（1962） | |

## 美国

2007年美国在世界各地的军事存在。美国在全球仍然驻扎着许多基地和军队。 他们的出现引起了争议和反对
超过1,000人
100–1,000 人
使用军事设施

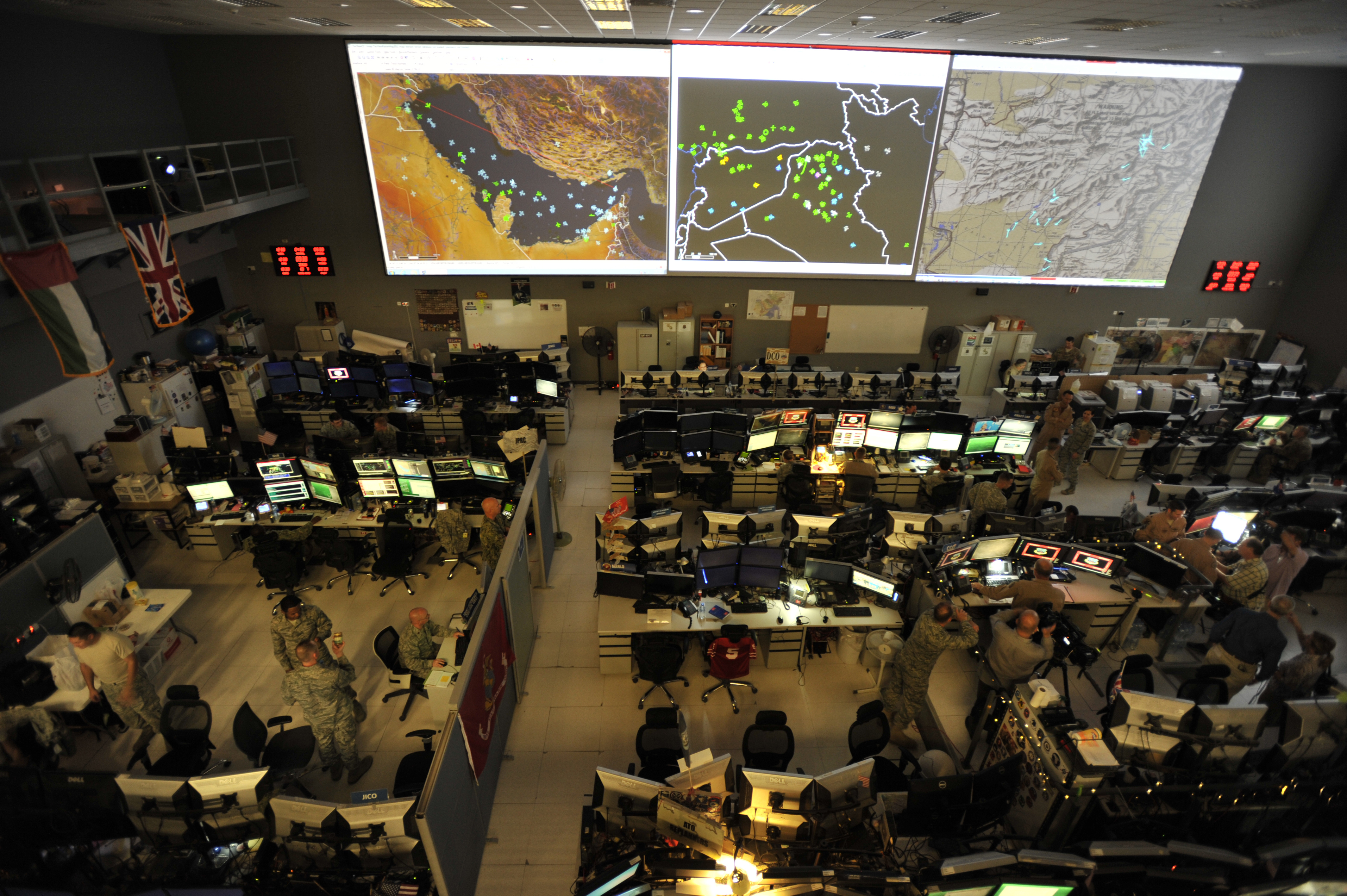
卡塔尔乌代德空军基地空天联合作战中心 (CAOC)，2015年

查默斯·约翰逊（Chalmers Johnson）在 2004 年称，美国的殖民地是其遍布全球的军事基地。但也有其他学者持其他立场。

### “仁慈”的帝国主义
国际关系学者約瑟夫·奈爾认为，美国的实力越来越基于“软实力”，即来自于文化霸权而非传统的军事或经济力量。 这包括移民美国的普遍愿望，美国大学的声望和因此获得的高比例外国学生，以及美国流行音乐和电影的传播等因素。大量的来美移民可能证明这一假设是正确的，但很难知道美国在没有军事和经济优势的情况下是否仍能保持其威望。

### 协助政变
美国公开以及秘密地更改、更替、延续了许多外国政权，其中以拉丁美洲的各“香蕉共和国”最为突出。

### 支持独裁政权和国家恐怖主义
美国通过经济援助和军事援助来支持对其有利的独裁者，其中著名的包括伊朗的巴列维国王、南越的吳廷琰、印尼的苏哈托、南韩的朴正熙、希腊的帕帕佐普洛斯、古巴的巴蒂斯塔、智利的皮诺切特、乍得的侯賽因·哈布雷等人。

### 军事基地
2015年，大卫·维恩（David Vine）的著作《基地国家》(Base Nation) 中称美国拥有八百个海外军事基地，其中德国有174个，日本有113个，韩国有83个，总开销每年估计1000亿美元。据《赫芬顿邮报》报道，“美国军事基地分布于大约 80 个国家和地区，其中45个几乎没有或根本没有民主政府，占总数一半以上。……政治学家肯特·考尔德（Kent E. Calder）的研究证实了所谓的“独裁假设”：美国倾向于支持其拥有军事基地设施的国家的独裁者（和其他非民主政权）。”

## 法国

非洲法郎（与法国法郎/欧元挂钩）使用地区
非洲金融共同体法郎
中非金融合作法郎

有人认为，与法国关系密切的非洲领导人——尤其是在苏美冷战期间（1945-1991年）——更像是法国商业和地缘政治利益的代理人，而不是主权国家的领导人。其新殖民主义特点是在前殖民地驻军且由法国的跨国公司垄断经济，通常于开采矿产资源。
另外，非洲法郎为法国为其前殖民地所设计的货币体系，其货币政策和固定的汇率均由法国决定，非洲前殖民地并无金融主权。法国人设计了与法国法郎汇率挂钩的非洲法郎并使其汇率挂于高位（1 法国法郎 = 2 西非法郎 或 2 中非法郎），以此使得非洲便于进口法国产品并难以向法国出口产品，导致大量资金外流。在1945年设计非洲法郎时，时任戴高乐内阁的财政部长勒内·普利文对此解释为：为了显示她的慷慨和无私，法国本土不想让她遥远的女儿们承受自己贫困的后果，在为他们的货币设定不同的汇率。非洲法郎使用国需要将外汇储备存于法国，与此同时法国对非洲前殖民地的援助远远小于其所获得的资金。因为货币为重要的金融工具，法国实际上通过非洲法郎掌握了其前殖民地的经济命脉。

## 中国
近年中國透過一帶一路計劃向亞洲和非洲的發展中國家提供貸款，但被批評為對這些小國設下債務陷阱，透過對債務國借出大量貸款，進而影響該國的政治決策。
2013年3月11日，尼日利亞中央銀行行長拉米多·薩努西在《金融時報》上寫道：“中國買走我們的初級產品，再把製成品賣給我們。從本質上說，這也是殖民主義。」對此，北京大學國際關係學院教授朱鋒表示：「中國在非洲沒有一個軍事顧問、沒有一個軍事基地、也沒有任何士兵，既不像英美那樣明目張膽的殖民非洲，也沒有像前蘇聯那樣、用提供軍事顧問的方法來操縱非洲政府。」
2017年，中國在「非洲之角」國家吉布地成立首個且當前唯一的海外軍事基地。
2018年8月，马来西亚首相马哈迪·莫哈末取消了两个由中国资助的项目。他还谈到了马来西亚可能陷入“债务”和“新殖民主义”的担忧。后来，他澄清这番言论并不是指一带一路或中国。